# Léglise
Pour l’article homonyme, voir Léglise (homonymie).
Léglise (en wallon : Leglijhe ou Lèglije) est une commune francophone de Belgique située en Région wallonne dans la province de Luxembourg, ainsi qu’une localité où siège son administration. Elle fait partie de l’arrondissement de Neufchâteau.

## Étymologie
Au Moyen Âge est créée la paroisse primitive du ban de Mellier, nommée « paroisse de Léglise ». Cette paroisse ne possède alors qu'une seule église sur le site actuel de l’église de Léglise, d’où l’origine du nom du village.
Plus tard, la désignation du village de Léglise comme chef-lieu de la commune vient donner son nom à celle-ci.

## Géographie
La commune comporte 9 022 hectares de forêts (dont le massif de la forêt d'Anlier), soit 52 % du territoire communal. Quant aux terres agricoles, elles recouvrent 39 % du sol.
Le village est traversé par la route nationale 40 reliant Arlon et Mons. Il est bordé à l’ouest par l’autoroute A4/E411 reliant Arlon et Bruxelles.

### Localités

#### Sections
| # | Nom      | Superf. (km²) | Habitants (2020) | Habitants par km² | Code INS |
| - | -------- | ------------- | ---------------- | ----------------- | -------- |
| 1 | Léglise  | 71,55         | 1.761            | 25                | 84033A   |
| 2 | Ébly     | 18,59         | 761              | 41                | 84033B   |
| 3 | Witry    | 23,90         | 549              | 23                | 84033C   |
| 4 | Mellier  | 27,49         | 971              | 35                | 84033D   |
| 5 | Assenois | 32,16         | 1.511            | 47                | 84033E   |

#### Villages et hameaux
La commune de Léglise compte en tout 28 villages ou hameaux principaux :
- Assenois : Habaru, Bernimont, Chevaudos, Lavaux, Naleumont, Nivelet et Les Fossés ;
- Léglise : Xaimont, Narcimont, Gennevaux et Wittimont ;
- Mellier : Thibessart et Rancimont ;
- Ébly : Chêne, Vaux-lez-Chêne, Maisoncelle et Bombois ;
- Witry : Traimont, Volaiville et Winville ;
- Louftémont : Behême et Vlessart.

### Communes limitrophes
| Neufchâteau | Vaux-sur-Sûre | Fauvillers |
| Chiny       | Léglise       |            |
| Tintigny    | Habay         | Martelange |

## Démographie

### Évolution démographique avant la fusion de 1977
- Source: DGS, 1831 à 1970=recensements population, 1976= habitants au 31 décembre

### Évolution démographique de la commune fusionnée
En tenant compte des anciennes communes entraînées dans la fusion de communes de 1977, on peut dresser l'évolution suivante:
Les chiffres des années 1831 à 1970 tiennent compte des chiffres des anciennes communes fusionnées.
- Source: DGS , de 1831 à 1981=recensements population; à partir de 1990 = nombre d'habitants chaque 1 janvier[4]

## Histoire

### Seconde guerre mondiale
Tôt le matin du 10 mai 1940 est lancée l'invasion de la Belgique par les forces du Troisième Reich. Dans la région se déroule l'opération allemande Niwi (pour Nives et Witry) qui a pour but d'accélérer la progression de la 1re Panzerdivision vers Neufchâteau en s'emparant des positions sur la Frontière entre la Belgique et le Luxembourg et de couper les communications. Cette opération engage les troupes du III./Infanterie-Regiment Grossdeutschland transportés par des avions légers (Fieseler Fi 156) qui doivent atterrir en territoire belge. C'est ainsi que des troupes allemandes débarquent à Léglise, leurs avions ayant été égarés par des tirs belges venus du sol. D'autres éléments du même raid se sont posés dans la région de Witry, des avions s'écrasant au sol. Ayant coupé des lignes téléphoniques et arraisonné des voitures civiles, ces derniers sont repoussés par des blindés belges légers T-15 et sont rejoints par leurs troupes de Léglise, avant de faire la liaison avec les troupes de la 1re Panzerdivision.

### Époque moderne
Le 20 septembre 1982, l'une des plus violentes tornades que le pays ait connues frappa le village, détruisant de nombreuses maisons, le presbytère et quelques fermes sans toutefois faire d'autres victimes que deux blessés graves.

## Héraldique
Léglise n'a pas de blason. Le blason présenté dans l'ouvrage de Lieve Viaene-Awouters et Ernest Warlop est une proposition faite par les auteurs du livre. Ils le précisent eux-mêmes à la page 43 : « Il a paru utile de présenter la suggestion faite à certaines communes concernées en prenant soin d'identifier clairement ces notices provisoires. Dans ce cas la description est donnée entre crochets ». C'est le cas pour les armoiries présentées ci-contre.

## Politique et administration

### Conseil et collège communal 2024-2030
| Collège communal   |                   |               |
| ------------------ | ----------------- | ------------- |
| Bourgmestre        | Simon Huberty     | MR - Ensemble |
| 1er Échevin        | Stéphane Gustin   | Ensemble      |
| 2e Échevin         | Pierre Gascard    | Ensemble      |
| 3e Échevine        | Martine Collard   | Ensemble      |
| 4e Échevin         | Patrick Lapraille | Ensemble      |
| Présidente du CPAS | Myriam Poncelet   | Ensemble      |

### Sécurité et secours
La commune fait partie de la zone de police Centre Ardenne pour les services de police, ainsi que de la zone de secours Luxembourg pour les services de pompiers. Le numéro d'appel unique pour ces services est le 112.

## Patrimoine et culture

### Patrimoine architectural et sites
- La Forge haute de Mellier est reprise sur la liste du patrimoine exceptionnel de la Région wallonne.
- Liste du patrimoine immobilier classé de Léglise.

## Économie

### Émetteur hertzien
C’est dans la commune, plus précisément au nord de Vlessart, qu’est situé un émetteur hertzien de programmes de télévision numérique terrestre.